# ملكة جمال الولايات المتحدة الأمريكية 1954
ملكة جمال الولايات المتحدة الأمريكية 1954 (بالإنجليزية: Miss USA 1954)‏ هي النسخة الثالثة من مسابقة ملكة جمال الولايات المتحدة الأمريكية منذ انطلاقتها عام 1952، عقدت المسابقة في 24 يوليو 1954 في قاعة بلدية لونغ بيتش في لونج بيتش، كاليفورنيا، فازت ميريام ستيفنسون بالمسابقة وأصبحت فيما بعد ملكة جمال الكون، توجت من قبل حاملة اللقب السابقة المنتهية ولايتها ميرنا هانسن من إلينوي، لتصبح أول امرأة من ولاية كارولاينا الجنوبية تفوز بلقب ملكة جمال الولايات المتحدة الأمريكية. كما مثلت كارولاينا الجنوبية في مسابقة ملكة جمال أمريكا 1954 بعد فوزها بلقب ملكة جمال كارولاينا الجنوبية 1953، حيث احتلت المرتبة العشرة الأولى.

## النتائج

### المراكز النهائية
| ملكة جمال الولايات المتحدة الأمريكية 1954                       | - كارولاينا الجنوبية - ميريام ستيفنسون |
| الوصيفة الأولى                                                  | - فرجينيا - إلين وايتهيد |
| الوصيفة الأولى ملكة جمال العالم الولايات المتحدة الأمريكية 1954 | - نيويورك - كارين هولتمان |
| الوصيفة الثانية                                                 | - مدينة نيويورك - رينيه روي |
| الوصيفة الثالثة                                                 | - تكساس - بيتي لي |
| الوصيفة الرابعة                                                 | - إلينوي - سيليست رافيل |
| أفضل 21                                                         | - أركنساس - وادين نسبيت - كاليفورنيا - ساندرا ليا كونستانس - كونيتيكت - أندريا تود - مقاطعة كولومبيا - لورا فارلي - إنديانا - سيسيليا آن دينيس - أيوا - أنا لوكنز - ماريلاند - باربرا آن إشنبرج - ممفيس - جانيس بيفرلي بولز - مينيسوتا - داون جويس - ميزوري - أليس جان بوريت - مونتانا - داون اوني - نبراسكا - مارجي وينكوف - نيو جيرسي - إيفلين أورويتز - أوهايو - باربرا جويس راندا - ويسكونسن - ريتا دولوريس يونغر |

## المتسابقات
قائمة الولايات والمندوبات المشاركات في مسابقة ملكة جمال الولايات المتحدة الأمريكية 1954:
| - أريزونا - بوني أومادي جونسون - أركنساس - ويدين نيسبيت - كاليفورنيا - ساندرا ليا كونستانس - كولورادو - لورنا باترسون - كونيتيكت - أندريا تود - مقاطعة كولومبيا - لورا فارلي - فلوريدا - روزماري تالوتشي - فرونت رويال (فيرجينيا) - كارول هامارك - إلينوي - سيليست رافيل - إنديانا - سيسيليا آن دينيس - آيوا - أيون لوكنز - كانساس - سو رافينكروفت - كنتاكي - نيكي هورنر - لويزيانا - سادي ماري فينسون - ماساتشوستس - نان كوان - ممفيس (تينيسي) - جانيس بيفرلي بولز - ميشيغان - جيري هوفمان - مينيسوتا - دون جويس - ميزوري - أليس جان بوريت - مونتانا - دون اوني - نبراسكا - مارجي وينكهوف - نيفادا - ماري جين أرنولد | - نيوهامبشير - ميرنا لويز سميث - نيوجيرسي - إيفلين أورويتز - نيويورك - كارين هولتمان - مدينة نيويورك - رينيه روي - كارولاينا الشمالية - آن بيكيت - داكوتا الشمالية - بريسيلا جين هيويت - أوهايو - باربرا جويس راندا - أوريغون - شارلوت ميللر - بنسيلفانيا - هيلين فيدوفيتش - بليجور بيتش (كونيتيكت) - فيوليت فوكس - رود آيلاند - جويس آن ساندبرج - كارولاينا الجنوبية - ميريام ستيفنسون - داكوتا الجنوبية - باربرا آن براون - سانت لويس (ميزوري) - جو آن ليند - تينيسي - باربرا سو هولي - تكساس - بيتي لي - يوتا - لافيرنا لوب - فيرمونت - جورجيا لوريز - واشنطن - دارلين جيل شريد - فيرجينيا الغربية - ساندرا واجي - ويسكونسن - ريتا دولوريس يونغر - وايومنغ - فيث أديل رادينبو |

### غير مؤهلين للمشاركة
- ماريلند - باربرا آن إشنبرج
- فيلادلفيا (بنسلفانيا) - إيلين دوفين
- فرجينيا - إلين وايتهيد

## روابط خارجية
- موقع ملكة جمال الولايات المتحدة الأمريكية الرسمي